# Affaire Faisán
Le texte peut changer fréquemment, n’est peut-être pas à jour et peut manquer de recul. 
Le titre et la description de l'acte concerné reposent sur la qualification juridique retenue lors de la rédaction de l'article et peuvent évoluer en même temps que celle-ci.
L'affaire Faisán (en espagnol caso Faisán) est une enquête judiciaire menée en Espagne sur un réseau d'extorsion d'ETA dirigé depuis le bar Faisán situé à Irun (Guipuscoa). Dirigée par le juge de l'Audience nationale Baltasar Garzón, plus tard remplacé par le juge Pablo Ruz, l'enquête conduit au procès de 24 personnes, impliquées dans l'envoi de lettres d'extorsion réclamant le paiement à ETA du dit « impôt révolutionnaire » destinées à des entrepreneurs basques ou à la gestion des fonds ainsi obtenus entre mars 2005 et février 2006.
L'affaire acquiert une grande importance médiatique en raison d'un signalement reçu le 4 mai 2006 par Joseba Elosua, propriétaire du bar et considéré comme membre du réseau, qui le prévient du coup de filet que va mener la police. L'enquête sur cette infiltration, instruite séparément de la cause principale, également par le juge Garzón, et plus tard confiée au juge Fernando Grande-Marlaska, se trouve encore partiellement couverte par le secret judiciaire.

## Enquête relative à l'infiltration
Le 5 octobre 2009, le parquet de l'Audiencia Nacional d'Espagne demande au juge Garzón de classer sans suite l'enquête ouverte sur l'infiltration, estimant que, après plus de trois ans, il n'avait pu être établies de preuves démontrant de façon claire l'hypothèse selon laquelle Víctor García Hidalgo (es), alors directeur de la Police, serait à l'origine du signalement,. Le Parti populaire (PP) annonce dès lors qu'il se portera partie civile,. L'association Dignidad y Justicia demande également au juge Garzón de ne pas classer l'affaire et exige que celle-ci soit menée par la Garde civile. Le 12 octobre 2009, le journal El Mundo présente dans son éditorial une série d'hypothèses selon lesquelles les auteurs du signalement n'ont pu être retrouvés car ils auraient mené eux-mêmes l'enquête. Dans leur rapport présenté le 29 octobre, les parties civiles soutiennent que le film de surveillance de l’entrée du bar Faisán réalisé par la Police contient des coupures, à des moments clefs du signalement de l'opération.
Le 24 janvier 2011, le juge Pablo Ruz, remplaçant de Garzón, ordonne de rouvrir l'enquête,. En février, la Garde civile lui remet un rapport dans lequel l'origine accidentelle des coupures figurant sur la vidéo de l’entrée du bar est écartée. En première instance, l'enquête avait conclu que les coupures avaient été causées par « des agents externes, accidentellement ou par détérioration ». Le second rapport indique au contraire que la coupure a eu lieu au moment même de l’enregistrement, les agents de police chargés d'assurer l'opération ayant eux-mêmes arrêté et remis plus tard en marche la caméra. Le 10 mars 2011, après avoir été interrogé par le juge Ruz sur demande du parquet, l'un des policiers inculpés dans l'affaire admet qu'il était présent dans le bar au moment du signalement. Sa présence est également corroborée par différents rapports d'experts élaborés à partir des enregistrements de la police scientifique, par le service de criminologie de la Garde civile et par une unité compétente de l'université autonome de Barcelone. Le mercredi 13 juillet 2011, le juge Ruz procède à l'inculpation de l’ancien directeur de la Police, García Hidalgo, du chef supérieur de la Police au Pays basque, Enrique Pamiés et de l'inspecteur José María Ballesteros pour un délit de révélation de secret et de collaboration ou couverture d'un groupe armé,,.

## Répercussions politiques
L'avertissement s'étant produit en mai 2006, quelques mois après la trêve d'ETA survenue dans le cadre de négociations menées par le gouvernement de José Luis Rodríguez Zapatero, le PP, principal parti d'opposition, demande au gouvernement, dans le cadre d'une série de 25 questions présentées au Congrès en novembre 2009, s'il y a eu des instructions politiques dans l'affaire en rapport au groupe terroriste, et signale des irrégularités dans le déroulement de l'enquête qui méritent, selon lui, des explications. D'autres dirigeants du PP accusent le ministère de l'Intérieur d'être directement à l'origine du signalement. C'est notamment le cas de Juan José Güemes (en), ainsi que d'Esteban González Pons qui accuse Alfredo Pérez Rubalcaba, alors ministre de l'Intérieur, d'être lui-même à l'origine de la décision d'avoir prévenu le groupe armé.
En mars 2011, El Mundo publie un document d'ETA, qui aurait été saisi en France le 20 mai 2008, consistant en un compte-rendu de négociation daté du 22 juin 2006, affirmant que le signalement est une décision politique résultant d'une volonté du gouvernement d'éviter les détentions. Pour sa part, le secrétaire d'État à la Sécurité, Antonio Camacho, met en doute la véracité de ce compte rendu en mettant en cause la crédibilité d'ETA.

## Thèse de l'infiltration policière
L'idée est par ailleurs répandue que le signalement a été une action de la Police nationale pour protéger l'un de ses infiltrés dans le système d'extorsions d'ETA, ainsi que le suggère Jesús Eguiguren (en), président du Parti socialiste du Pays basque-PSOE à la Cadena SER ou comme le laisse entendre un communiqué du Syndicat unifié de la Police.